# Lepidothenea
Lepidothenea is een geslacht van sponsdieren uit de klasse van de Demospongiae (gewone sponzen). 

## Soort
- Lepidothenea incrustans (Dendy, 1924)